# フィルタバンク
フィルタバンク（英: Filter bank）とは、バンドパスフィルタのアレイであり、入力信号を複数のコンポーネントに分割する回路である。各コンポーネントは元の信号の特定の周波数帯域成分を含む。フィルタバンクの設計に当たっては、そのように分割したコンポーネントを再統合して元の信号が再現できるようにするのが好ましい。分割プロセスを分析（analysis）と呼び、統合プロセスを合成（synthesis）と呼ぶ。分析の出力はフィルタバンク内のフィルタの個数、すなわち部分帯域（サブバンド）の個数だけ存在し、サブバンド信号と呼ぶ。
フィルタバンクは信号を個々の周波数コンポーネントに分離する。多くの応用では、一部の周波数が他の周波数よりも重要であることが多いため、フィルタバンクが便利である。例えば、そのような重要な周波数は高解像度で符号化（デジタイズ）したい。それら周波数の小さな差異は重大であり、そのような差異を保持するような符号体系を使わなければならない。一方、重要でない周波数はそれほど正確である必要は無いので、比較的大雑把な符号体系を使い、細部が失われてもかまわない。
ヴォコーダーはフィルタバンクを使っており、入力信号（声など）のサブバンドの振幅を調べ、出力信号（ギターやシンセサイザーの出力）のサブバンドの振幅の制御に使う。これにより、入力信号の動的特性を出力信号に与える。
ダウンサンプリングやアップサンプリングとフィルタバンクを組み合わせたものは、ポリフェーズ行列で表される。ポリフェーズ行列が与えられると、そのフィルタバンクが完全再構成特性を持つかどうかが容易に分かる。

## 応用
- JPEG2000